# Paweł Jesień
Paweł Jesień (ur. 28 czerwca 1976) – polski lekkoatleta, płotkarz, obecnie trener lekkoatletyczny.
Syn Andrzeja, także lekkoatlety i trenera.

## Kariera zawodnicza
Przez większość kariery zawodniczej związany ze Skrą Warszawa, w barwach tego klubu zdobył złoty medal mistrzostw Polski seniorów w 2000 w sztafecie 4 x 100 metrów. Jego koronną konkurencją był jednak bieg na 400 m przez płotki. Na tym dystansie wygrał m.in. XXIX Memoriał im. Józefa Żylewicza w 2001.

## Kariera trenerska
Po igrzyskach olimpijskich w 2004 w Atenach zajął się trenowaniem swojej żony – Anny Jesień (której poprzednim trenerem był Edward Bugała), doprowadzając do znaczącej poprawy jej wyników, m.in.
- pobicie rekordu kraju (obecnie do poziomu 53,86)
- brąz na mistrzostwach świata w lekkoatletyce (Osaka 2007)
- 5. miejsce podczas igrzysk olimpijskich (Pekin 2008)

## Rekordy życiowe
- bieg na 400 m – 48,17 (1998)
- bieg na 400 m przez płotki – 51,08 (1998)